# Machmetro

Rappresentazione del quadrante di un machmetro

Il machmetro è uno strumento di bordo aeronautico che indica il rapporto tra la velocità reale e velocità del suono espresso con un numero adimensionale definito come numero di Mach.
Tale valore viene indicato utilizzando il sistema numerico decimale; un aeromobile che vola alla stessa velocità del suono, sta volando a Mach 1,00. Il machmetro è basato quindi sia sulla misura della velocità del velivolo, che si esegue attraverso un complesso anemometrico che fa capo al tubo di Pitot, sia sulla misura della pressione ambientale, che viene misurata mediante una capsula altimetrica. Una catena cinematica fornisce direttamente l'indicazione del numero di Mach di volo. 

## Funzionamento

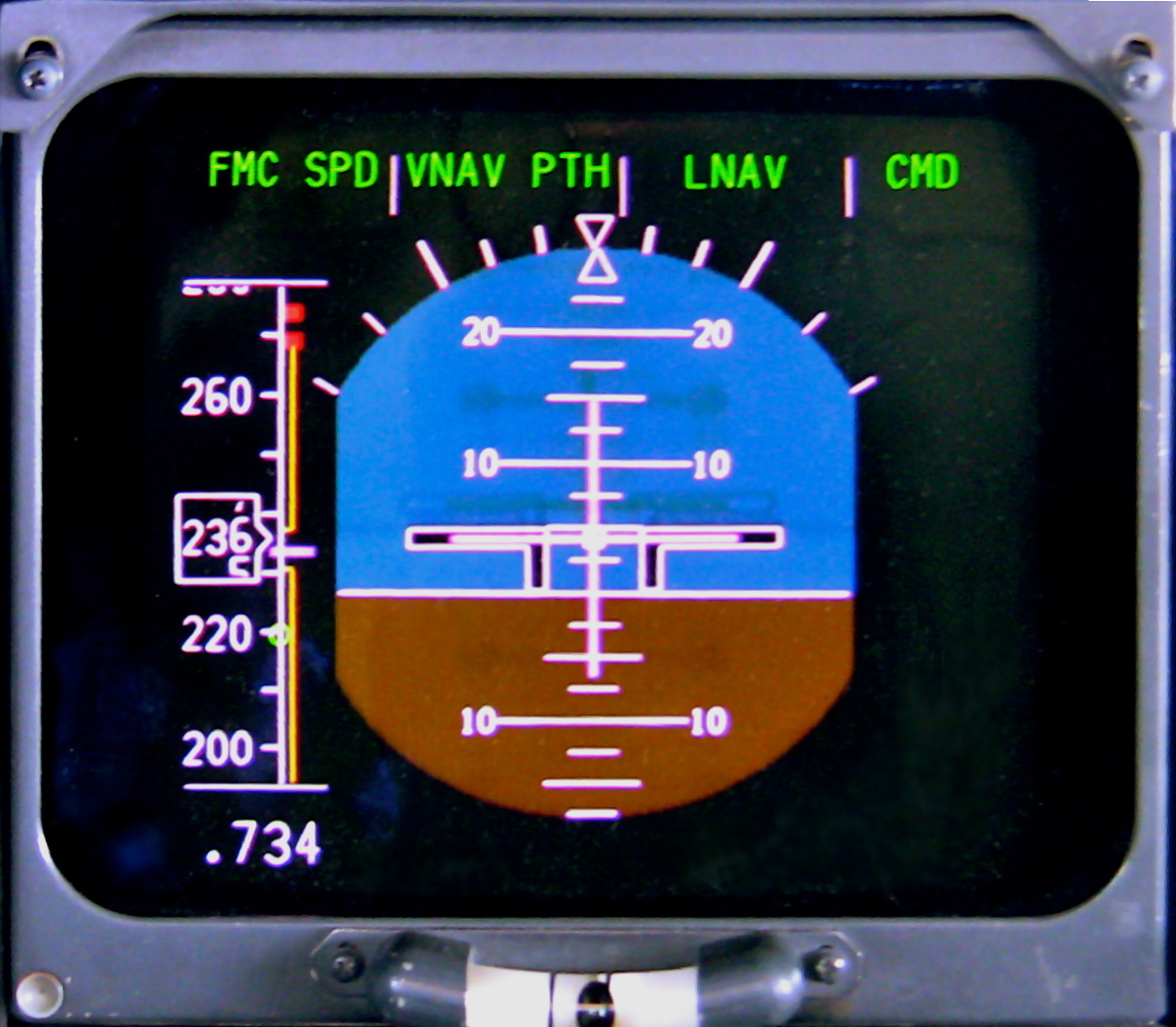
Un Primary flight display con indicazione del numero di Mach in basso a sinistra (0,734 Mach)

Il machmetro utilizza le informazioni generate dal sistema pitot-statico e fornite dall'air data computer. Per il calcolo del numero di Mach in regime subsonico si utilizza la seguente formula:
{\displaystyle M={\sqrt {5\left(\left({\frac {P_{t}}{P_{s}}}+1\right)^{\frac {2}{7}}-1\right)}}}
dove {\displaystyle P_{t}} è la pressione totale mentre {\displaystyle P_{s}} è la pressione statica.
Quando l'informazione del numero di Mach viene visualizzata all'interno dell'anemometro, lo strumento prende il nome di Indicatore di velocità combinato (in inglese Combined Speed Indicator (CSI)).
La misura indicata dal machmetro, come l'indicatore di velocità, soffre di errori sistematici dovuti al posizionamento e allo strumento stesso, in aggiunta agli errori introdotti da onde d'urto e dalla comprimibilità dell'aria quando la velocità è superiore a Mach 0,3.

## Uso
A differenza dell'anemometro il machmetro fornisce un'informazione relativa alla velocità reale rispetto all'aria e non alla velocità indicata. Questo è necessario perché gli aeroplani hanno dei limiti fisici di massima velocità per le strutture alari (solitamente espresso in velocità indicata), ma anche un valore massimo del numero di Mach oltre il quale cambiano la manovrabilità dell'aereo e la sua stabilità.
Inoltre, nel caso degli aeroplani subsonici, è necessario evitare di raggiungere il numero di Mach critico. Negli aerei civili, a basse quote la velocità di riferimento è quella indicata perché il numero di Mach è talmente basso da non rappresentare un problema, viceversa ad altitudini elevate il limite è rappresentato dal numero di Mach. Ogni aereo ha dei valori caratteristici per la massima di velocità indicata, espresso con il simbolo {\displaystyle V_{MO}}, e per il numero di Mach, indicato con il simbolo {\displaystyle M_{MO}}.